# Albert de Bormio
Albert de Bormio fou membre d'una de les famílies més importants del comtat de Bormio el segle xiii. Ancestre de la família, aquesta es va estendre pel comtat i altres llocs amb l'adquisició de nombroses terres, castells i senyories. L'àmbit feudal seran investits de nombrosos drets que posseïen els comtes de Venosta i els advocats de Mazia a la terra de Bormio i l'alta Valtellina (especialment per part de Nicola o Nicoletto di Gervasio, mort vers 1356). Des molt antigament es van dividir en branques, entre elles la de comtes de Colico, la de senyors d'Isola i la de nobles del sacre imperi romà.